# Babarc
Babarc je obec v Maďarsku v župě Baranya v okrese Bóly.
Má rozlohu 1885 ha a žije zde 794 obyvatel (2007).
Na území obce končí dálnice M6 a plynule na ni navazuje dálnice M60. Souběžně s dálnicí M60 tudy prochází hlavní silnice č. 57 z Moháče do Pécse.